# Holstentor
Vrata Holsten (njemački: Holstein Tor, kasnije poznata kao Holstentor) su gradska vrata na zapadnom ulazu u stari dio hanzeatskog grada Lübecka. Ova gotička konstrukcija od opeke je jedna od starina srednjovjekovnih utvrda i jedina gradska vrata, osim vrata same citadele (Burgtor). Zbog svojih okruglih tornjeva i lučnog portala postala su poznata kao simbol ovog njemačkog grada, i zajedno sa starim središtem grada (tzv. Altstadt) Lübecka dospjela su na UNESCOv popis mjesta svjetske baštine u Europi 1987. god. 

## Povijest
Holstentor je izgrađen 1478. god., i izvorno su bila jedna od četiri ulaza u grad: Vrata citadele (Burgtor) na sjeveru, Vrata mlina na jugu, Holstentor na zapadu i manje utvrdbena Hüxter vrata koja su vodila prema branama na rijeci Wakenitz. Detaljno su obnovljena 1871. god., a 1933. – 34. Nacistička vlada su od njih napravila muzej germanske povijesti (kako su je nacisti vidjeli), tzv. Dvoranu časti i slave. U tu svrhu su betonom osigurali njene tornjeve i, bez obzira na povijesni izgled, spojili četvrte katove. Tijekom obnove 2005. i 2006. god., koja je koštala oko milijun eura, s građevine je netko ukrao posljednju svastiku koja se nalazila na javnoj građevini u Njemačkoj. Danas na njenom mjestu stoji plaketa koja obilježava obnovu Holstntora i njegovo ponovno otvaranje 2. prosinca 2006. god. Danas se u Holstentoru nalazi gradski muzej s prekrasnim drvenim modelima hanzeatskih brodova i multimedijalnim prikazima povijesti Hanze; muzej je od 2006. god. pod upravom Kulturne fundacije hanzeatskog grada Lübecka.

## Odlike
Vrata Holsten se sastoje od južnog i sjevernog tornja i središnje zgrade koja ima četiri kata, s tim da je prizemlje zapravo prolaz. Zapadna strana vrata (izvan grada) se nazivaju “poljskom stranom”, dok se ona istočna nazivaju “gradskom stranom”. Tornjevi sa središnjom zgradom iz grada izgledaju kao jedinstvena konstrukcija, dok s druge, poljske strane, izgledaju kao jasno odvojene zgrade. Tako tornjevi tvore polukružne osnove koje na najširem opsegu izlaze iz osnove oko 3,5 metra. Tornjevi imaju kupaste krovove, a središnji blok ima fronton s tornjićima.
S unutarnje strane Holstentor je bogato ukrašen lučnim prozorima, dok su s vanjske, zbog fortifikacijske uloge, oni rjeđi i kombinirani s obrambenim otvorima za topništvo. Razlika postoji i u debljini zidova koji su s vanjske strane oko 3,5, a s unutarnje strane oko 1 metar, što se može objasniti graditeljskom potrebom da ih naprave ranjivim iz grada u slučaju da ih neprijatelj osvoji.
Holstentor je ukrašen frizom ukrasne opeke koja obilazi oko cijelih vrata, a svaka pojedinačna je ukrašena s tri različita motiva. Središnja zgrada je ukrašena s tri kvadratna stubića s vanjske strane i tri kružna s unutarnje strane koja završavaju s kupolastim krovićem koji su kopirani po uzoru na krovove tornjeva gradske katedrale.

## Vanjske poveznice
- Animirana povijest Holstentora i Lübecka.
- Muzejski tekst na službenoj stranici grada Lübecka  Arhivirana inačica izvorne stranice od 11. prosinca 2006. (Wayback Machine) (njem.)